# Erste Amtseinführung von Franklin D. Roosevelt

Franklin D. Roosevelt (rechts) und Herbert Hoover bei der Autofahrt zur Amtseinführung Roosevelts am 4. März 1933

Die erste Amtseinführung von Franklin D. Roosevelt war die Amtseinführung und damit verbundene Vereidigung des US-amerikanischen Politikers Franklin D. Roosevelt (Demokratische Partei) in das Amt des Präsidenten der Vereinigten Staaten am 4. März 1933 auf dem East Portico des United States Capitols. John Nance Garner wurde bei der Zeremonie als Vizepräsident vereidigt.
Es handelte sich bei diesem Ereignis um die letzte Amtseinführung an einem 4. März, da gemäß dem 20. Zusatzartikel zur Verfassung der Vereinigten Staaten alle folgenden Einführungen am 20. Januar stattfanden. Dies war 1937 erstmals der Fall.
Bei der Präsidentschaftswahl 1932 hatte Roosevelt klar gegen den Amtsinhaber Herbert Hoover (Republikanische Partei) gewonnen.

## Zeremonie und Rede
Roosevelt schwor den Amtseid auf einer Bibel aus Familienbesitz, die 1686 in den Niederlanden gedruckt worden war. Es handelt sich um die bislang älteste Bibel, die bei einer Vereidigung des US-Präsidenten verwendet wurde und die einzige in einer modernen Fremdsprache. Die Seiten mit Kapitel 13 des ersten Briefes von Paulus an die Korinther (1 Kor 13 ) waren aufgeschlagen.
Nach der Vereidigung hielt Roosevelt eine zwanzigminütige Rede, aus der die Phrase „the only thing we have to fear is fear itself“ in der Popkultur weite Beachtung fand, sodass der Ausdruck „Fear Itself“ zum geflügelten Wort wurde.

„So, first of all, let me assert my firm belief that the only thing we have to fear is fear itself — nameless, unreasoning, unjustified terror which paralyzes needed efforts to convert retreat into advance. In every dark hour of our national life a leadership of frankness and of vigor has met with that understanding and support of the people themselves which is essential to victory. And I am convinced that you will again give that support to leadership in these critical days.“

„Also zunächst einmal lassen Sie mich meiner Überzeugung Ausdruck verleihen, dass es nur eine Sache gibt, die wir fürchten müssen, die Furcht selbst — namenlosen, unvernünftigen, unbegründeten Terror, der die nötigen Anstrengungen lähmt Rückschritt in Fortschritt zu verwandeln. In jeder dunklen Stunde unseres nationalen Lebens ist eine Führung von Aufrichtigkeit und Kraft auf das Verständnis und die Unterstützung der Bevölkerung getroffen, die wesentlich für den Sieg ist. Und ich bin überzeugt davon, dass Sie diese Unterstützung in diesen kritischen Tagen wieder dieser Führung geben werden.“

Anschließend machte Roosevelt die Gier von Bankiers und Geschäftsleuten für die Weltwirtschaftskrise verantwortlich. Danach wandte er sich den Problemen der Arbeitslosigkeit von 25 Prozent und der Außenpolitik zu, wobei er die Good Neighbor Policy benannte.